# Wohnhaus Deichstraße 16
Das Wohnhaus Deichstraße 16 auf dem Ostedeich in der niedersächsischen Samtgemeinde Land Hadeln, Gemeinde Osten, im Landkreis Cuxhaven, stammt vom Anfang des 19. Jahrhunderts. Aktuell (2024) wird es als Wohnhaus genutzt.
Das Gebäude steht unter Denkmalschutz (siehe auch Liste der Baudenkmale in  Osten (Oste)).

## Geschichte und Beschreibung
Zur denkmalgeschützten Gebäudegruppe zwischen Am Markt, Fährstraße, Kirchstraße und Deichstraße gehören ein Gasthaus (Am Markt Nr. 1), drei Wohnhäuser (Am Markt Nr. 2, Deichstraße 14 und 16), der Speicher (Fährstraße 8b) und der Treppenaufgang. In diesem Gebiet stehen denkmalgeschützt auch die Kirche St. Petri von 1747 und weitere Gebäude an der Deichstraße (6 bis 10) und Am Markt (3 und 5). Das Gebiet hat sich erst ab dem 14. Jahrhundert entwickelt als 1396 eine Vorgängerkirche entstand, nachdem eine Kirche auf dem Dubben durch eine Sturmflut zerstört wurde.
Das eingeschossige giebelständige Gebäude auf vorgezogenem Putzsockel, in Fachwerk mit Steinausfachungen, überwiegend massiv ersetzt und mit pfannengedecktem Mansarddach, wurde um 1800 gebaut. Der Nordgiebel und die nordwestliche Traufseite weisen bauzeitliche Fachwerkkonstruktionen auf. Das Giebeldreieck ist regionaltypisch senkrecht verbrettert. Eine sechsstufige Treppe führt zum Haus und der schmalen Parzelle.
Das Landesdenkmalamt befand u. a.: „… liegt erhöht auf der Deichkrone und wird wie das Nachbarhaus über einen Treppenaufgang von der Straße erschlossen …“